# Cyrtophora citricola
Cyrtophora citricola là một loài nhện trong họ Araneidae. Chúng thường phân bố ở các nơi ấm hơn ở châu Âu, châu Á và châu Phi, nhưng cũng hiện diện ở Úc, Costa Rica, Hispaniola và Colombia. Nó có thể bây giờ cũng được tìm thấy trong các khu vực khác, chẳng hạn như Florida, nơi mà lần đầu tiên được tìm thấy vào năm 2000.
Loài nhện này không đan lưới. Lưới ngang của chúng tạo thành một hình nón ở giữa, với nhiều đường dây hỗ trợ nắm giữ nó. Lưới không dính, và xoắn ốc.

## Các phân loài
- Cyrtophora citricola abessinensis, Strand, 1906
- Cyrtophora citricola lurida, Karsch, 1879
- Cyrtophora citricola minahassae, Anna Maria Sibylla Merian, 1911

## Tham khảo

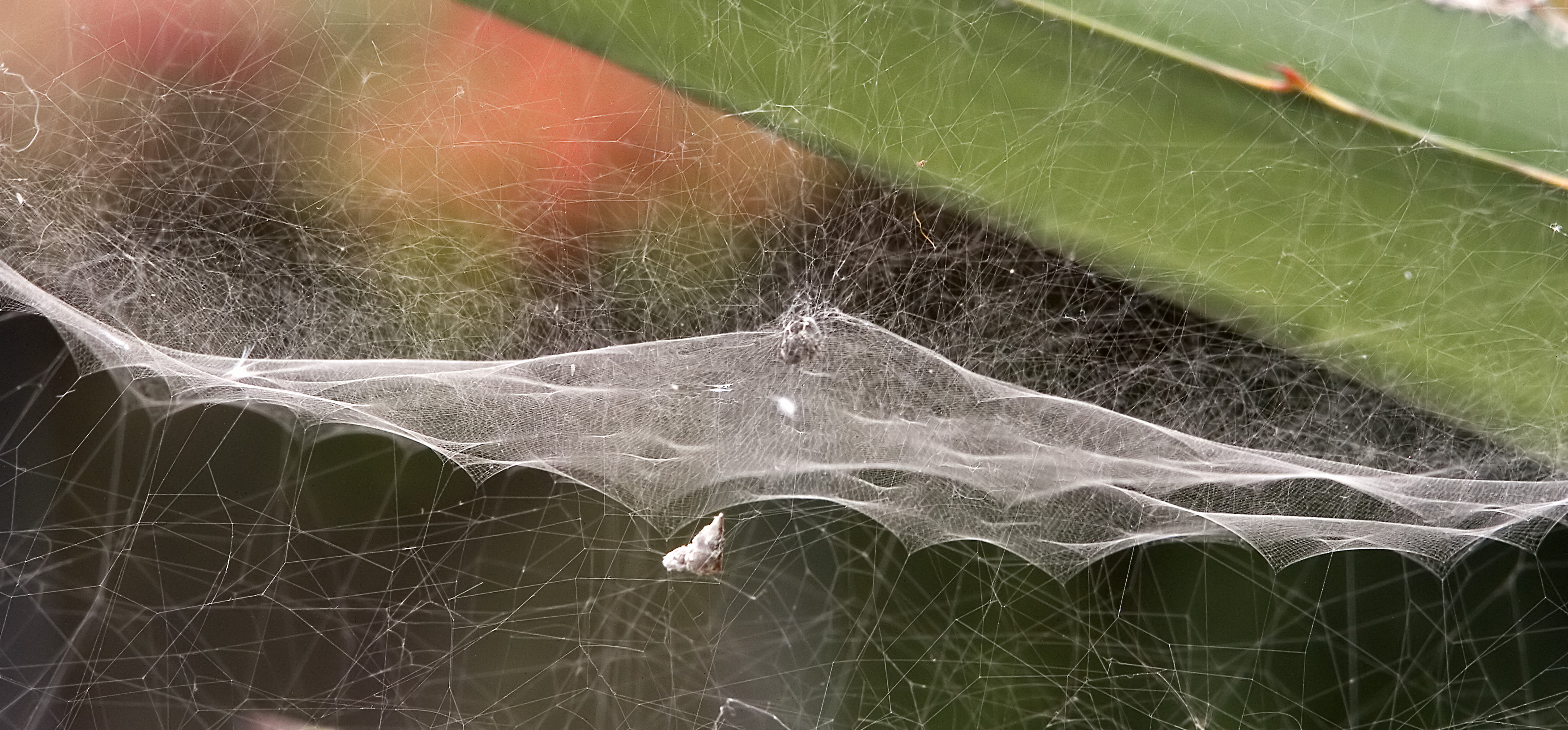
Mạng nhện của C. citricola

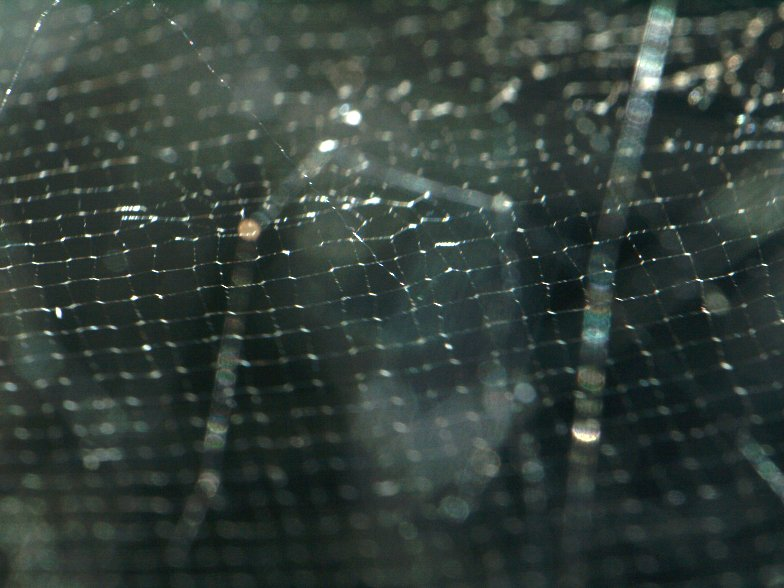
Chi tiết C. citricola